# Lo bello y lo prohibido
Lo bello y lo prohibido es el título de un álbum de estudio grabado por el cantautor canario Braulio. Fue lanzado al mercado bajo el sello discográfico CBS Discos a finales de 1986. El álbum se convirtió en su segundo número-uno en el ranking Pop Latino de la revista Billboard. 
De este álbum se desprenden los sencillos "Juguete de nadie", "La pu... ra vida", "Noche de bodas" y "En bancarrota", este último permaneció como número uno en la lista Billboard Hot Latin Tracks  durante seis semanas en 1987 y en la 30°. entrega anual de los Premios Grammy en 1988 recibió nominación al Premio Grammy a la Mejor Interpretación de Pop Latino, pero perdió frente a Un hombre solo de Julio Iglesias.

## Lista de canciones
Todas las canciones escritas y compuestas por Braulio García. 
| Lo bello y lo prohibido |                           |                |          |  |
| N.º                     | Título                    | Escritor(es)   | Duración |  |
| 1.                      | «La pu...ra vida»         | Braulio García | 3:35     |  |
| 2.                      | «Juguete de nadie»        | Mimi Ibarra    | 4:35     |  |
| 3.                      | «Fui la carnada»          | Braulio García | 4:27     |  |
| 4.                      | «Noche de bodas»          | Braulio García | 3:59     |  |
| 5.                      | «Amor de sal»             | Braulio García | 4:33     |  |
| 6.                      | «Por si piensas regresar» | Braulio García | 4:34     |  |
| 7.                      | «El equilibrista»         | Braulio García | 4:36     |  |
| 8.                      | «En bancarrota»           | Braulio García | 4:25     |  |
| 9.                      | «Lo bello y lo prohibido» | Braulio García | 4:08     |  |

## Créditos y personal
- Ricardo "Eddy" Martínez - arreglista, director, productor
- Braulio García - productor
- Eric Schilling - ingeniero, mezcla
- Mike Cuzzi - ingeniero
- Ted Stein - ingeniero
- Mike Todd - asistente de grabación
- Jerry Hinkle - fotografía

## Posicionamiento en las listas
| Lista (1987)                    | Máxima posición |
| ------------------------------- | --------------- |
| U.S. Billboard Latin Pop Albums | 1               |

### Sucesión y posicionamiento
| Predecesor: Siempre contigo de José José | U.S. Billboard Latin Pop Albums — Álbum N°. 1 2 de mayo de 1987 - 12 de junio de 1987 | Sucesor: Un hombre solo de Julio Iglesias |

- Datos: Q6663084